# Ониипа
Ониипа е град, намиращ се в намибийския регион Ошикото. Също така се намира в близост до град Ондангва. Площта на града е 23,913 км².